# カロッタ

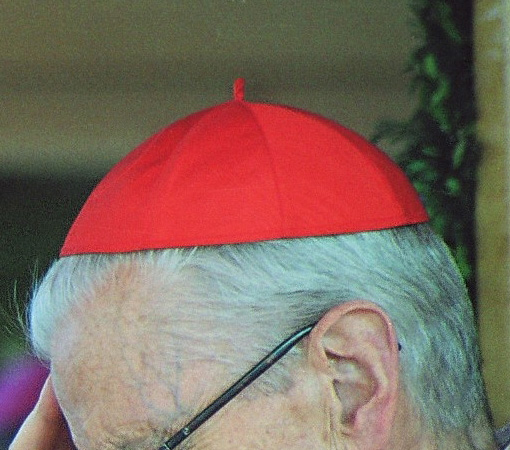
枢機卿がかぶる緋色のカロッタ

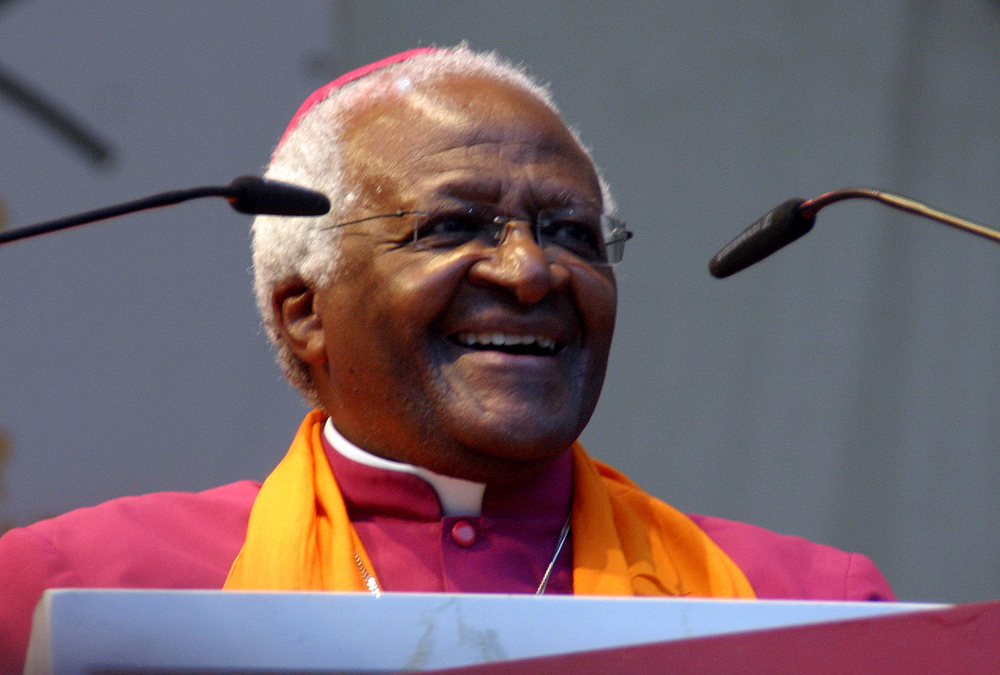
カロッタを被るデズモンド・ツツ大主教

カロッタ（または、イタリア語:Zucchettoズケット、ラテン語:Pileolus）は、カトリック教会の聖職者が被る円形の帽子。アングリカン・コミュニオンやルーテル教会でも聖職者が用いる。ローマ教皇は白、枢機卿が緋色、大司教、司教及び大修道院長が深紅色のものを被る。また司祭も黒色のカロッタを被る事もある。
カロッタを被る習慣は、17－18世紀から見受けられたが、司教がカロッタを被ることが正式に認められるようになったのは、1869年にピウス9世教皇の回勅に拠ってである。
また修道会出身の、枢機卿、大司教並びに司教も、カロッタを被る事ができる。

## 関連
- キリスト教
- 服装・ファッション
- ビレッタ帽